# Нагасэ, Таканори
Таканори Нагасэ (яп. 永瀬貴規 Нагасэ Таканори, 14 октября 1993 года, Нагасаки, Япония) — японский дзюдоист, двукратный олимпийский чемпион, трёхкратный чемпион мира (в личном и дважды в командном первенстве), обладатель Кубка мира, чемпион Универсиады 2013 года. Обладатель 4-го дана дзюдо. Племянник Кацуи Хирао, японского дзюдоиста, серебряного призёра чемпионата мира 1969 года.

## Биография
Начал заниматься дзюдо в шесть лет по приглашению дяди. Во время учёбы в школе занимался в команде Японского Университета Нагасаки, где он тренируется и по сей день, совмещая тренировки с обучением молодых дзюдоистов.
Международную карьеру начал в 2011 году с первого места на юниорском турнире в Йонъине; в том же году сумел стать третьим на Кубке Кодокана, и победить в турнире для спортсменов не старше 20 лет Aix-en-Provence. В 2012 году был первым на турнире International Masters Bremen U20, розыгрыше Кубка Европы (U20), стал чемпионом Японии и Азии в возрастной категории U20. В 2013 году, начав со второго места на «взрослом» турнире в Тбилиси, затем собрал несколько первых мест: чемпионате Японии среди студентов, Кубке Кодокана, турнире серии Большого Шлема в Токио, Универсиаде как в личном, так и в командном зачёте. В 2014 году был третьим на турнире серии Большого Шлема в Париже и первым в Токио, стал чемпионом Японии в своей весовой категории, а на куда более престижном чемпионате Японии в открытой весовой категории был третьим. В этом же году на чемпионате мира в личном зачёте стал только пятым, но стал чемпионом мира в командном первенстве.
В 2015 году на турнире серии Большого Шлема в Токио был третьим, победил на чемпионате Японии и турнире IJF World Masters Rabat. В этом году он стал чемпионом мира как в личном, так и в командном зачёте, при этом в его весовой категории звание чемпиона мира стало первым для Японии за всю историю спортивного дзюдо.
В 2016 году победил на чемпионате Японии и турнире серии Большого Шлема в Баку.
В 2010 году победил на международном турнире в Лионе среди участников не старше 20 лет (U20), а на этапе розыгрыша Большого Шлема в Токио был пятым. В 2011 году завоевал звание чемпиона мира (U20), и в 19 лет завоевал Кубок мира среди взрослых. В 2012 году завоевал серебряные медали чемпионата Азии и чемпионата Японии, победил на и завоевал Кубок Кодокана.
В 2013 году был третьим на турнире Большого Шлема в Париже и на чемпионате Японии, а затем завоевал звание чемпиона мира в личном зачёте и «бронзу» в команде. В 2014 году стал чемпионом Японии, и, оставшись за чертой призёров в личном первенстве, стал чемпионом мира в команде в Челябинске; также занял второе место на турнире Большого Шлема в Токио.
На Олимпийские игры ехал в звании претендента на награды, будучи вторым в мировом рейтинге. Выступал на Олимпийских играх 2016 года, в категории до 81 килограмма. Спортсмены были разделены на 4 группы, из которых четыре дзюдоиста по результатам четвертьфиналов выходили в полуфиналы. Проигравшие в четвертьфинале встречались в «утешительных» схватках и затем с потерпевшими поражение в полуфиналах, и по этим результатам определялись бронзовые призёры.
Таканори Нагасэ проиграл в четвертьфинале, затем победив в утешительной схватке и схватке за третьем место, завоевал бронзовую медаль Олимпийских игр.
| Круг                 | Соперник              | Действия | Итог      | Соперник                  | Действия                                                                                 |
| -------------------- | --------------------- | --- | --------- | ------------------------- | ---------------------------------------------------------------------------------------- |
| 1/32                 | Таканори Нагасэ (JPN) | Защитная поза (2:47) — сидо Содэ Цурикоми Госи (3:19) — юко Защитная поза (4:50) — сидо                         | 001s2—0s3 | Ласло Чокняй (HUN)        | Ложная атака (2:06) — сидо Односторонний захват (2:38) — сидо Ложная атака (4:09) — сидо |
| 1/16                 | Таканори Нагасэ (JPN) | Ути Мата (1:30) — вадза ари Татэ Сихо Гатамэ (1:47) — вадза ари                                                 | 100—0s1   | Поль Кибикай (GAB)        | Ложная атака (2:06) — сидо                                                               |
| 1/4                  | Серджиу Тома (UAE)    | Содэ Цурикоми Госи (3:04) — юко Ложная атака (3:29) — сидо Ложная атака (4:55) — сидо Пассивность (5:00) — сидо | 001s3—000 | Таканори Нагасэ (JPN)     | —                                                                                        |
| Утешительная встреча | Таканори Нагасэ (JPN) | Сэой Отоси (3:07) — иппон                                                                                       | 100—0s1   | Антуан Валуа-Фортье (CAN) | Выход за пределы татами (0:35) — сидо                                                    |
| За третье место      | Таканори Нагасэ (JPN) | Ути Мата (3:40) — юко Ложная атака (4:35) — сидо Защитная поза (4:50) — сидо                                    | 001s2—0   | Автандил Чрикишвили (GEO) | —                                                                                        |

В 2021 году завоевал золотую медаль на Олимпийских играх в Токио
| Круг            | Соперник              | Действия                                                                                     | Итог     | Соперник               | Действия                                                                       |
| --------------- | --------------------- | -------------------------------------------------------------------------------------------- | -------- | ---------------------- | ------------------------------------------------------------------------------ |
| 1/16            | Таканори Нагасэ (JPN) | Пассивность (2:02) — сидо Пассивность (3:45) — сидо Дисквалификация соперника (7:16) — иппон | 10s2—0s3 | Ведат Албайрак (TUR)   | Пассивность (2:02) — сидо Пассивность (3:45) — сидо Ложная атака (7:16) — сидо |
| 1/8             | Таканори Нагасэ (JPN) | Пассивность (1:12) — сидо Пассивность (2:18) — сидо Харай Госи (3:51) — иппон                | 10s2—0s2 | Кристиан Парлати (ITA) | Пассивность (1:12) — сидо Пассивность (2:18) — сидо                            |
| 1/4             | Таканори Нагасэ (JPN) | Ложная атака (2:18) — сидо Пассивность (4:36) — сидо Косото Гакэ (6:46) — вадза-ари          | 1s2—0    | Доминик Рессель (GER)  | —                                                                              |
| 1/2             | Таканори Нагасэ (JPN) | Пассивность (3:16) — сидо Сэойнагэ (6:48) — вадза-ари                                        | 1s1—0s2  | Маттиас Кассе (BEL)    | Пассивность (3:16) — сидо Ложная атака (4:45) — сидо                           |
| За первое место | Таканори Нагасэ (JPN) | Выход за пределы татами (2:22) — сидо Аси Гурума (5:43) — вадза-ари                          | 1s1—0    | Саид Моллаеи (MGL)     | —                                                                              |

На чемпионате мира 2023 года, который состоялся в Дохе, японский спортсмен завоевал бронзовую медаль. В поединке за третье место он сумел победить спортсмена из Израиля Саги Муки.
На летних Олимпийских играх 2024 года в Париже Таканори завоевал золотую медаль в категории до 81 кг, одолев в финальной схватке грузинского спортсмена Тато Григалашвили, который выиграл чемпионаты мира 2022, 2023 и 2024 годов в этой категории.
В технике Таканори Нагасэ отмечают его Ути Мата (подхват) и уверенную борьбу в партере.
Окончил Университет Цукубы (2014), после чего поступил на работу в компанию Asahi Kasei.